# بطولة دوري كاتالونيا
بطولة دوري كاتالونيا واحدة من أقدم البطولات المحلية لكرة القدم في أوروبا اقيمت أولى منافسات تلك البطولة في العام 1901 وكان اسم الثلاثة نسخ الأولى من تلك البطولة كأس ماكايا  اما النسخة الرابعة فسميت بكأس برشلونة، وأعتبارا من العام 1904 ثبت اسم تلك البطولة لتصبح دوري كاتالونيا، وهذة البطولة الكروية كانت تنظم لأندية إقليم كاتالونيا، أول فريق حظي بالظفر بكأس النسخة الأولى من البطولة نادي هيسبانيا, كانت تقام تلك البطولة سنويا بأنتظام حتى العام 1938 ولم تقم في العام 1939 بسبب الحرب الاهلية في إسبانيا ولتقام للمرة الأخيرة عام 1940. ويعتبر نادي برشلونة الأكثر تتويجا بهذة البطولة.

## السجل الذهبي
| الترتيب | النادي       | عدد الألقاب |
| ------- | ------------ | ----------- |
| 1       | نادي برشلونة | 21          |
| 2       | إسبانيول     | 9           |
| 3       | نادي إسبانيا | 3           |
| 4       | إكس سبورتنغ  | 3           |
| 5       | سباديل       | 1           |
| 6       | نادي أوروبا  | 1           |
| 7       | هيسبانيا     | 1           |